# Lutumidomus tertius
Lutumidomus tertius is een eenoogkreeftjessoort uit de familie van de Rhynchomolgidae. De wetenschappelijke naam van de soort is voor het eerst geldig gepubliceerd in 2000 door Kim.